# Sierra Entertainment
Sierra Entertainment était une société de développement et d'édition de jeux vidéo américaine. Elle a été fondée sous le nom de On-Line Systems en 1979 par Ken et Roberta Williams qui, après avoir découvert le jeu d'aventure textuel Colossal Cave Adventure, souhaitent créer leur propre aventure interactive. 
En 1980, ils publient ainsi Mystery House, qui est considéré comme le premier jeu d’aventure graphique, qui se vend à plus de 10 000 exemplaires. Encouragé par ce succès, le couple produit plusieurs jeux d’aventures ou d’action sous les labels SierraVenture et SierraVision puis, en 1982, ils renomment leur société Sierra On-Line dont le nom devient rapidement associé avec les jeux d’aventures. Le studio se focalise au départ uniquement sur le développement de titres destiné à l’Apple II mais son succès attire les investisseurs et le studio commence en 1982 à développer des jeux sur consoles. L’entreprise subit cependant de plein fouet les effets du krach de 1983 qui la met dans une situation financière délicate. En 1983, Sierra signe un accord avec IBM qui les finance à hauteur de 700 000 dollars, ce qui leur permet de développer un nouveau moteur graphique pour leurs jeux d’aventure, baptisé Adventure Game Interpreter, qu’ils utilisent pour créer King's Quest en 1984. Son succès permet à Sierra de se développer et de proposer d’autres titres basés sur le même moteur. Il en résulte certaines des franchises les plus populaires du genre dont Space Quest, Police Quest et Leisure Suit Larry. En 1988, Sierra franchit un nouveau palier avec la création d’un nouvel interpréteur, le Sierra Creative Interpreter, qu’ils utilisent notamment pour les jeux King's Quest IV, Police Quest II et Leisure Suit Larry II.
Fort de ces succès, Sierra entreprend dans les années 1990 une série d’acquisitions de développeurs indépendants comme Dynamix ou Impressions Games. Elle commence également à publier des titres du développeur japonais Game Arts et à investir dans le jeu en ligne avec, en 1991, le lancement de The Sierra Network, un réseau destiné au jeu en ligne par modem. En 1996, la société est rachetée par CUC International. Ken Williams perd alors le contrôle de la société qui licencie des centaines d’employés afin de satisfaire ses actionnaires. Fin 1997, CUC devient Cendant Corporation et une affaire de fraude provoque un séisme dans l’entreprise qui doit à nouveau licencier de nombreux employés. Malgré ces tumultes, Sierra continue cependant d’enregistrer d’importants succès commerciaux en tant qu’éditeur et en 1998, elle est rachetée par Havas, qui  fusionne avec  Vivendi en 1998. Cette dernière juge alors que les profits réalisés par Sierra sont insuffisants et décide en 1999 de fermer le studio original d’Oakhurst, mettant à la porte ses 250 employés. Les années suivantes ne sont qu’une suite de licenciements et de fermetures jusqu’en 2004 où le dernier bastion de Sierra, le siège de Bellevue, est lui aussi fermé. Sierra continue malgré tout de perdre de l’argent et à l’été 2008, Vivendi cède son département jeu vidéo à Activision. Le label Sierra est alors abandonné par Activision Blizzard qui fusionne ses activités avec celles du reste du groupe avant d'être réactivé en 2015 afin de labéliser les jeux indépendants du groupe.

## Historique

### Création

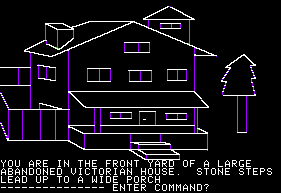
Mystery House sur Apple II, le premier jeu d'aventure graphique.

En 1979, le programmeur Ken Williams et sa femme Roberta découvrent le jeu Adventure. Ils apprécient tellement le jeu qu’après l’avoir terminé, Roberta émet le souhait de créer sa propre aventure interactive. Après plusieurs heures de discussions, ils décident donc de s’associer pour fonder leur propre studio, qu’ils baptisent On-Line Systems. Ils commencent alors à développer leur premier jeu, Mystery House, pour lequel Ken se charge de la programmation et Roberta de la conception. Ils dotent notamment celui-ci de graphismes filaires monochromes pour accompagner le texte ainsi que d’une interface en ligne de commande permettant d’entrer des commandes simples composées d’un ou deux mots. Le jeu est publié en 1980 sur Apple II et est le premier jeu d’aventure graphique. À sa sortie, il se vend à plus de 10 000 exemplaires, un important succès pour le marché des jeux sur ordinateurs de l’époque. Encouragé par la popularité de Mystery House, ils produisent ensuite plusieurs jeux d’aventures ou d’action sous les labels SierraVenture et SierraVision puis, en 1982, ils renomment leur société Sierra On-Line dont le nom devient rapidement associé avec les jeux d’aventures.
Le studio se focalise au départ uniquement sur le développement de titres destiné à l’Apple II mais son succès attire les investisseurs qui injectent près de dix millions de dollars dans la société. La totalité de l’argent ainsi récolté est alors réinvesti dans le développement de jeux pour les consoles Atari, Commodore, Nintendo et Coleco. En 1982, alors que Sierra développe et commence à produire ces jeux, le marché est en pleine expansion mais il subit de plein fouet les effets du krach de 1983. Alors qu'il s’apprêtait à commercialiser ces nouveaux titres, il se retrouve avec des milliers d’invendu en stock et perd la confiance des investisseurs, ce qui le met dans une situation délicate. Williams et Roberta envisage un temps de vendre la société à Activision, qui leur propose un million de dollars, ou de fusionner avec Spinnaker, mais ils choisissent finalement de s’endetter afin de garder le contrôle de leur entreprise.

### Années 1980
Du fait des limitations des ordinateurs de l’époque, il leur est cependant difficile de rendre correctement les concepts imaginés par Roberta dans leurs jeux et Ken réalise rapidement qu’il leur faudrait une plateforme plus puissante. En 1983, IBM cherche justement un moyen de promouvoir sa nouvelle machine, le PCjr, ce qu’il souhaite faire en développant des jeux qui utilisent la machine à son plein potentiel. Sierra signe ainsi un accord avec IBM qui les finance à hauteur de 700 000 dollars pour développer un nouveau moteur graphique pour leurs jeux d’aventure. Baptisé AGI, pour Adventure Game Interpreter, celui-ci permet aux personnages de se déplacer librement sur les arrières plans, un système de bandes horizontales permettant de donner l’impression de profondeur. Ce nouveau moteur se révèle révolutionnaire et Sierra l’utilise pour créer son premier jeu d’aventure animé, King's Quest. Publié en 1984, celui-ci rencontre un important succès commercial qui permet à Sierra d’engager de nouveaux développeurs pour travailler sur d’autres jeux utilisant le même interpréteur. Il en résulte certaines des franchises les plus populaires du genre dont Space Quest, Police Quest et Leisure Suit Larry. Tout va alors pour le mieux pour Sierra et le marché du jeu vidéo sur PC est dominé par les jeux d’aventures jusqu’au début des années 1990. Les jeux développés par Sierra connaissent ainsi un important succès aux États-Unis et dans le reste du monde, ce qui permet au studio de se développer. Du fait de l’emplacement isolé du studio, dans la forêt de Oakhurst en Californie, Sierra commence notamment à externaliser une partie du travail de développement. Al Lowe travaille ainsi de chez lui pour créer la majeure partie de Leisure Suit Larry et Jim Walls travaille sur Police Quest depuis une résidence sur la propriété de Ken Williams.
En 1988, Sierra franchit un nouveau palier avec la sortie de King's Quest IV, Police Quest II et Leisure Suit Larry II. Ils sont en effet les premiers jeux à utiliser leur nouveau moteur de jeu, le Sierra Creative Interpreter, qui ajoute de nouvelles fonctionnalités, comme le contrôle à la souris, et des améliorations graphiques. De plus, alors que l’AGI était avant tout destiné à créer des jeux d’aventure, le SCI est plus complexe et plus polyvalent, les spécificités liées aux jeux d’aventure y étant ajoutées via le script plutôt que directement dans le code source du moteur. Sierra fait ensuite évoluer son interpréteur en éliminant la nécessité de taper des lignes de commande, comme dans les jeux LucasArts, et entre dans l’ère du Video Graphics Array avec la sortie de King's Quest V, leur premier jeu en 256 couleurs.

### Années 1990
L’ascension de Sierra continue au début des années 1990 grâce au succès des suites de leurs principales franchises, de certains nouveaux titres et des remakes en VGA des jeux d’aventure basés sur le moteur AGI. Sierra entreprend alors une série d’acquisitions de développeurs indépendants. En 1990, la société rachète ainsi le studio Dynamix, de Jeff Tunnell, qui a notamment développé les jeux Red Baron, Rise of the Dragon, The Incredible Machine, Earthsiege et Tribes. En 1995, il rachète Impressions Games qui a développé des séries très populaires de jeux de stratégie, comme Lords of the Realm, ou de construction de cités comme Caesar ou Pharaon,. Sierra commence également à publier des titres du développeur japonais Game Arts, comme notamment Thexder et Silpheed. À la même époque, Sierra est également un des premiers studios à investir dans le jeu en ligne avec en 1991 le lancement de The Sierra Network, un réseau destiné au jeu en ligne par modem.  Si les premiers jeux proposés sont principalement des remakes de jeux de plateau, la société publie en 1992 The Shadow of Yserbius, un des premiers jeux vidéo de rôle en ligne. En 1993, AT&T rachète 50 % de Sierra Network et le renomme Imagination Network avant d’en racheter la totalité en 1995. En 1996, Sierra publie The Realm Online, un des premiers jeux de rôle en ligne massivement multijoueur.
Le marché est alors en pleine expansion et en 1994, le siège de Sierra est déplacé d’Oakhurst en Californie à Bellevue dans l'État de Washington. Sierra est alors en pleine croissance mais la situation va rapidement se détériorer. En 1996, la société est rachetée par CUC International. Ken Williams, qui dirige la société depuis sa création, doit alors en céder le contrôle et la situation ne tarde pas à empirer. Afin de satisfaire les actionnaires, des divisions entières de la société sont dépouillées de leur personnel ou fermées, provoquant le licenciement de centaines d’employés. Fin 1997, CUC International fusionne avec Hospitality Franchise Systems pour former une nouvelle entité, Cendant Corporation. Quelques mois après, sa direction est mise en cause dans une des plus grosses affaires de fraude de l'histoire des États-Unis, ce qui provoque un séisme dans l’entreprise qui doit à nouveau licencier de nombreux employés. Malgré ces tumultes, Sierra continue cependant d’enregistrer d’importants succès commerciaux en tant qu’éditeur. En 1997, après avoir racheté Berkeley Systems, Sierra publie de multiples versions du jeu de quiz You Don't Know Jack et en 1998, il publie le jeu de tir à la première personne Half-Life, de Valve, qui connait un important succès commercial. En 1998, Sierra est finalement revendue à Havas, une société française, qui la cède ensuite à Vivendi. La majeure partie des équipes de développement qui avaient fait le succès de Sierra a alors déjà quitté le navire, ou été licenciée, et les nouvelles suites de leurs principales franchises ne sont pas très bien accueillies par les fans. Malgré ses succès dans le domaine de l’édition, les profits réalisés par Sierra sont jugés insuffisants par Vivendi qui, le 22 février 1999, décide de fermer le studio original d’Oakhurst et met à la porte ses 250 employés. Les années suivantes ne sont qu’une suite de licenciements et de fermetures jusqu’en 2004 où le dernier bastion de Sierra, le siège de Bellevue, est lui aussi fermé,. Sierra continue malgré tout de perdre de l’argent et, à l’été 2008, Vivendi cède son département jeu vidéo à Activision. Le label Sierra est alors abandonné par Activision Blizzard qui fusionne ses activités avec celles du reste du groupe.

## Acquisitions
Dans les années 1990, Sierra ouvre des bureaux au Japon et en Angleterre, et acquiert de nombreux studios de développement afin d'exercer un contrôle interne sur sa production : 
- Dynamix (Red Baron, The Incredible Machine)[4],
- Bright Star Technologies (acheté en 1992 ; créateur du jeu HyperAnimation),
- Coktel Vision (acheté en 1993 ; auteur de Gobliiins),
- Impressions Games (acheté en 1995 ; auteur de Caesar II, Lords of the Realm)[6],
- Green Thumb Software,
- Arion software (MasterCook),
- Papyrus Design Group (NASCAR Racing, Indy Car Racing),
- SubLogic
- Berkeley Systems (acheté en 1995 ; auteur de You Don't Know Jack, After Dark)
- Bezerk network (acheté en 1997)
- Books That Work
- Headgate (acheté pour Sierra Sports).

## Données économiques
À la fin de l'année fiscale 1995 (le 31 mars), les revenus de Sierra On-Line dépassent les 80 millions de dollars et la société compte plus de 700 employés ; Sierra est alors un éditeur de renommée mondiale distribuant ses produits dans plus de 50 pays.